# Square Charles-de-Gaulle
Espace de la Laïcité
Pour les articles homonymes, voir Rue du Général-de-Gaulle.
Le square Charles-de-Gaulle est une voie de Toulouse, chef-lieu de la région Occitanie, dans le Midi de la France. Le côté nord du square, le long de la rue Lafayette, est plus spécifiquement l'espace de la Laïcité.

## Situation et accès

### Description
Le square Charles-de-Gaulle est une voie publique. Elle se situe au cœur du quartier du Capitole, dans le secteur 1 - Centre. C'est une place d'environ 5000 m², qui forme trapèze irrégulier. Elle est limitée à l'ouest, par la rue Ernest-Roschach, dominée par la façade est du Capitole et par la tour des Archives. Elle est, au nord, longée par la rue Lafayette. À l'est, elle est en partie séparée de la rue d'Alsace-Lorraine par l'accès à la station de métro Capitole. Enfin, au sud, elle est bordée par la rue du Poids-de-l'Huile.

### Voies rencontrées
Le square Charles-de-Gaulle rencontre les voies suivantes, dans l'ordre des numéros croissants :
1. Rue du Poids-de-l'Huile
2. Rue Ernest-Roschach
3. Rue Lafayette
4. Rue d'Alsace-Lorraine

### Transports
Le square Charles-de-Gaulle abrite l'entrée principale de la station Capitole, sur la ligne de métro . À l'est, au carrefour des allées Jean-Jaurès et des boulevards de Strasbourg et Lazare-Carnot, se trouve la station Jean-Jaurès, au croisement des lignes de métro  , ainsi que les arrêts des lignes de Linéo L1L8L9 et de bus 14152329Aéroport, et de la navette Ville.
Il existe également plusieurs stations de vélos en libre-service VélôToulouse dans les rues les plus proches du square Charles-de-Gaulle : les stations no 1 (12 rue du Poids-de-l'Huile) et no 2 (2 rue Lafayette).

## Origine du nom
Le square rend honneur à Charles de Gaulle (1890-1970), général, chef de la France libre et président de la République française de 1959 à 1969.

## Historique
Le square est créé lors de la percée de la rue d'Alsace-Lorraine entre 1873 et 1875. Après la démolition de la Maison Commune qui se situait sur l'emplacement du square, l'ancienne porte est déplacée et reconstruite au jardin des plantes. La grille de fer est retirée en 1928 afin de créer des trottoirs. La ligne A du métro s'arrête au milieu du square (arrêt Capitole) et, à sa construction en 1993, le bassin et les allées du square ont été recréés à l'identique; la cascade et la rocaille en fausses pierres rappelant des coquilles d'huîtres ont disparu lors du réaménagement de la station.
Le square a d'abord pris le nom du Capitole, puisqu'il avait été aménagé à l'emplacement d'une partie des bâtiments de la « Maison commune ». En 1944, après la Libération de la ville, le square fut renommé, par décision de la nouvelle municipalité dirigée par Raymond Badiou et largement issue des rangs de la Résistance, en l'honneur de Charles de Gaulle, chef de la « France libre ». Il vint d'ailleurs à Toulouse le 16 septembre 1944.
En 2010, par décision du conseil municipal du 26 novembre, une allée du square, parallèle à la rue Lafayette (face aux no 11 à 23 de cette rue) a été nommée espace de la Laïcité. La nouvelle plaque est dévoilée le 9 décembre, à l'occasion de la Journée nationale de la Laïcité, lors d'une cérémonie présidée par le maire de la ville, Pierre Cohen.
Dans le cadre du réaménagement du centre-ville de Toulouse, le square a été totalement repensé en même temps que la rue d'Alsace-Lorraine. Si le projet avait fait polémique du fait de la minéralisation du jardin et de la coupe de plusieurs arbres dans l'optique d'une mise en valeur du donjon, aujourd'hui le square reste apprécié des Toulousains.

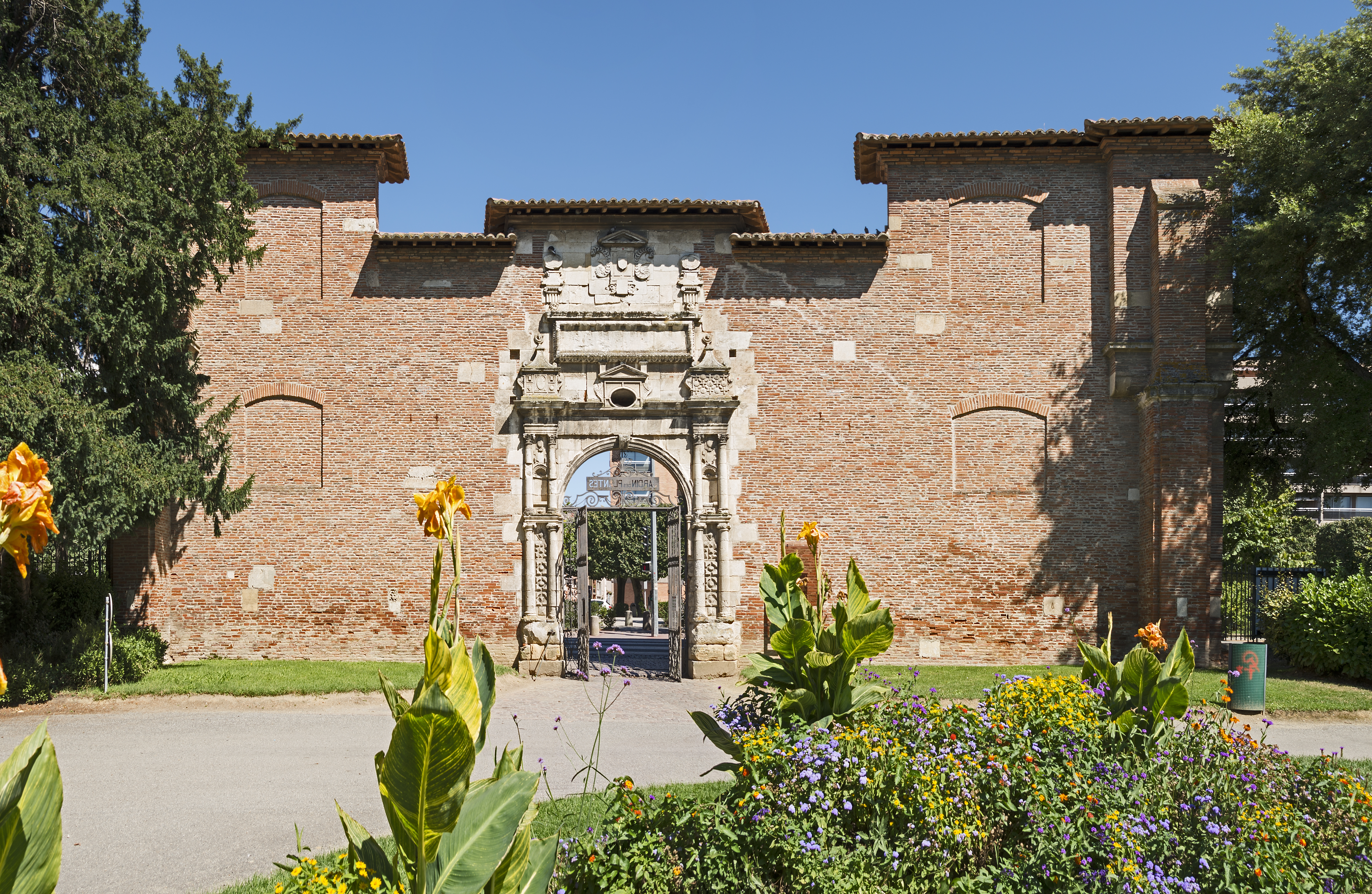
Ancienne porte de la Commutation, jardin des plantes de Toulouse
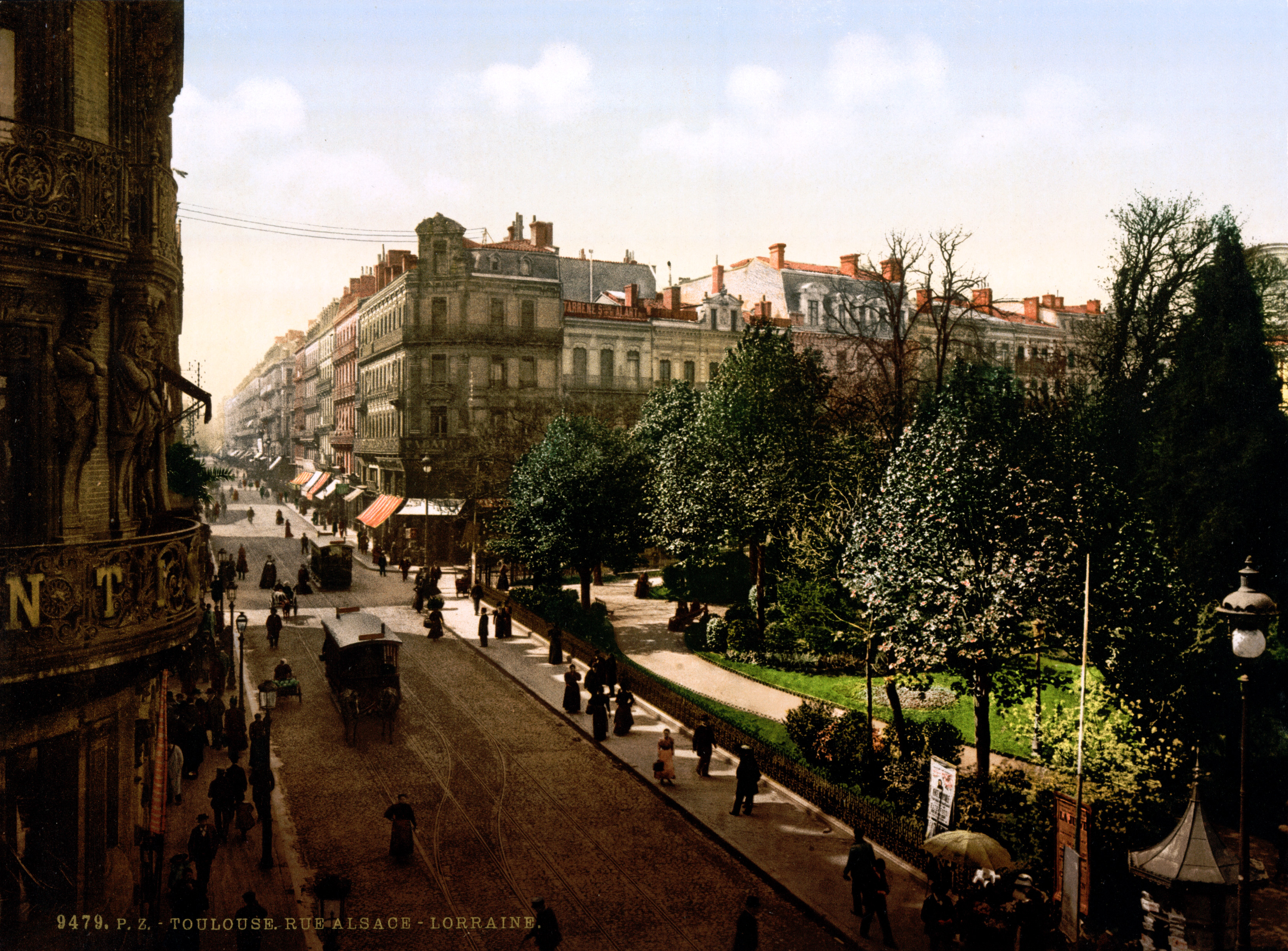
Square Charles-de-Gaulle en 1895. La grille de fer est visible.
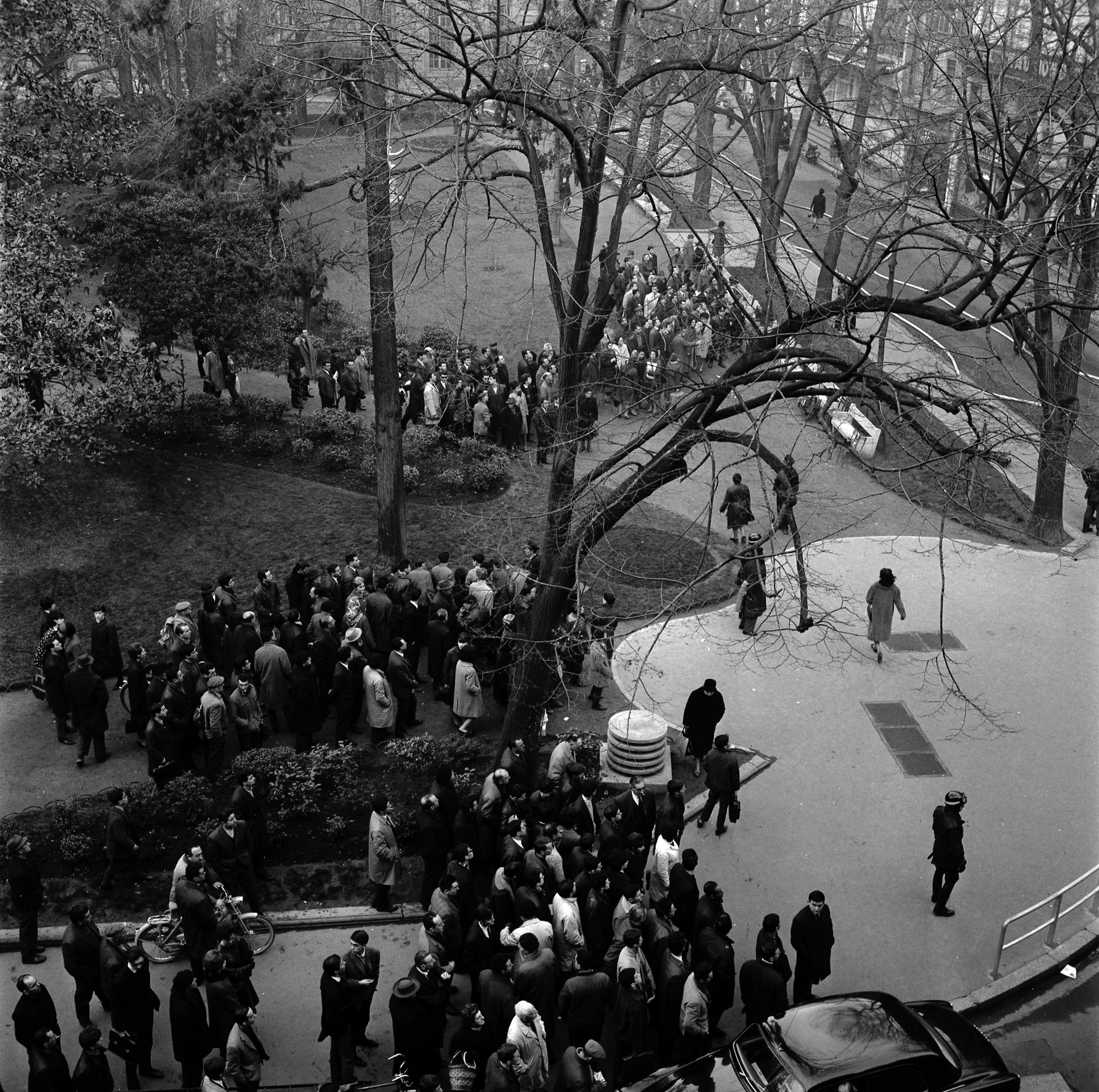
Vue du square en 1964
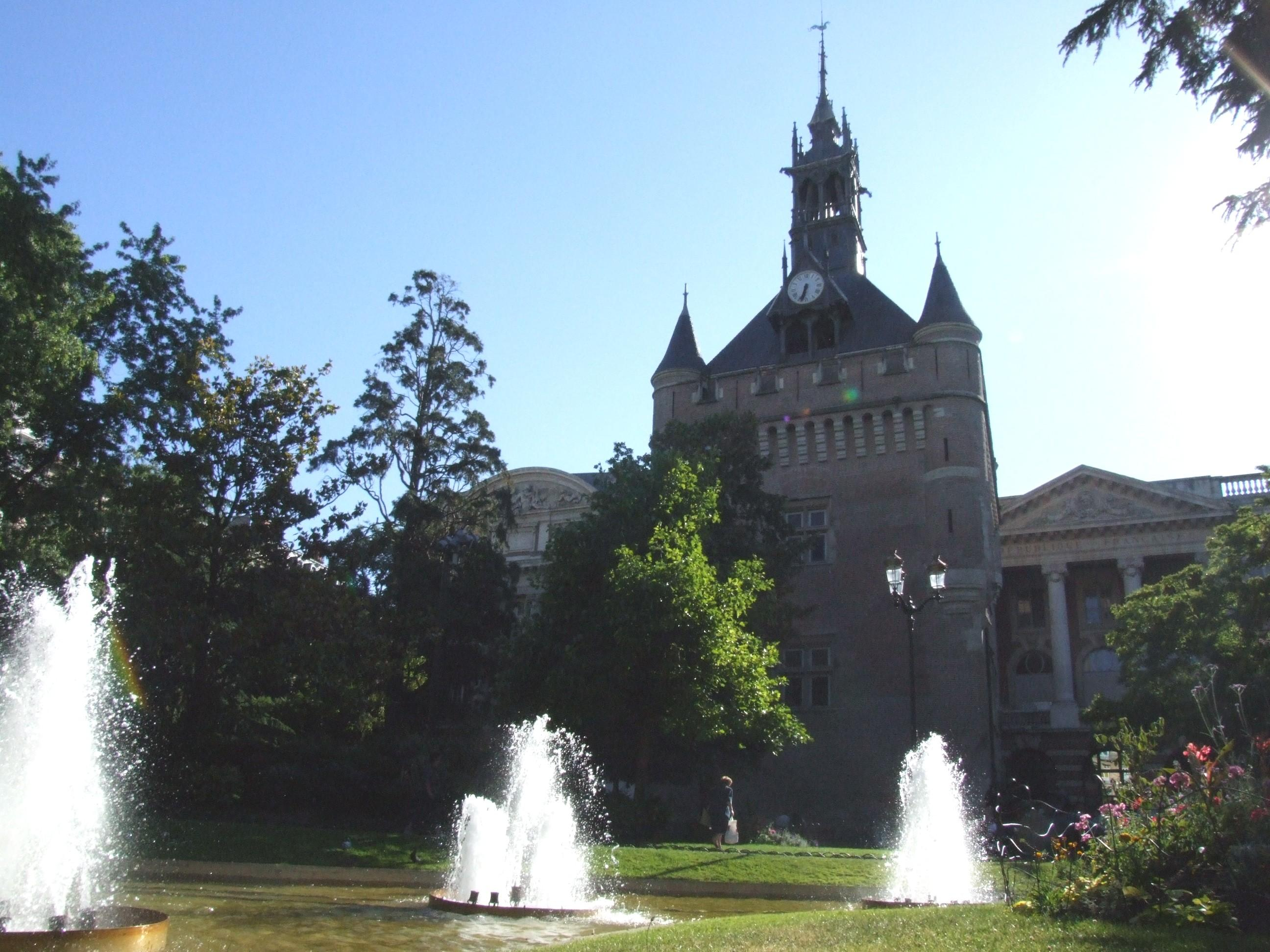
Donjon du Capitole avant les travaux de réaménagement

## Bâtiments remarquables et lieux de mémoire

### Œuvres publiques
- monument à Jean Jaurès.
Le premier monument à Jean Jaurès est réalisé par les sculpteurs Henri Parayre et Georges Vivent, professeurs à l'école des Beaux-Arts, ainsi que le fondeur toulousain Louis Roques. Il est inauguré le 24 mars 1929, en présence de personnalités politiques locales et nationales de la SFIO, Vincent Auriol, Albert Bedouce et Léon Blum. Il consiste en une statue en bronze haute de deux mètres, dressée sur un piédestal orné sur trois côtés de bas-reliefs, également en bronze, représentant une femme tenant son enfant, un groupe de jeunes gens et de jeunes filles brandissant des drapeaux, et un mineur. En 1942, pendant l'Occupation, la statue est en partie fondue dans le cadre de la mobilisation des métaux non-ferreux. En 1946, après la Deuxième Guerre mondiale, les parties subsistantes (la tête de la statue et les bas-reliefs) sont intégrés par le même fondeur, Louis Roques, à un nouveau monument conçu sur les plans de l'architecte Roger Brunerie. La tête est volée en 1981, retrouvée en 1983. Le monument est rénové et déplacé à l'entrée de la station de métro Capitole en 1993. En 2004, la tête est volée une nouvelle fois : elle est remplacée par un buste en plâtre, moulage d'une sculpture d'André Abbal de 1919. Le monument est déplacé une nouvelle fois, au nord du square, en 2015[5],[6].

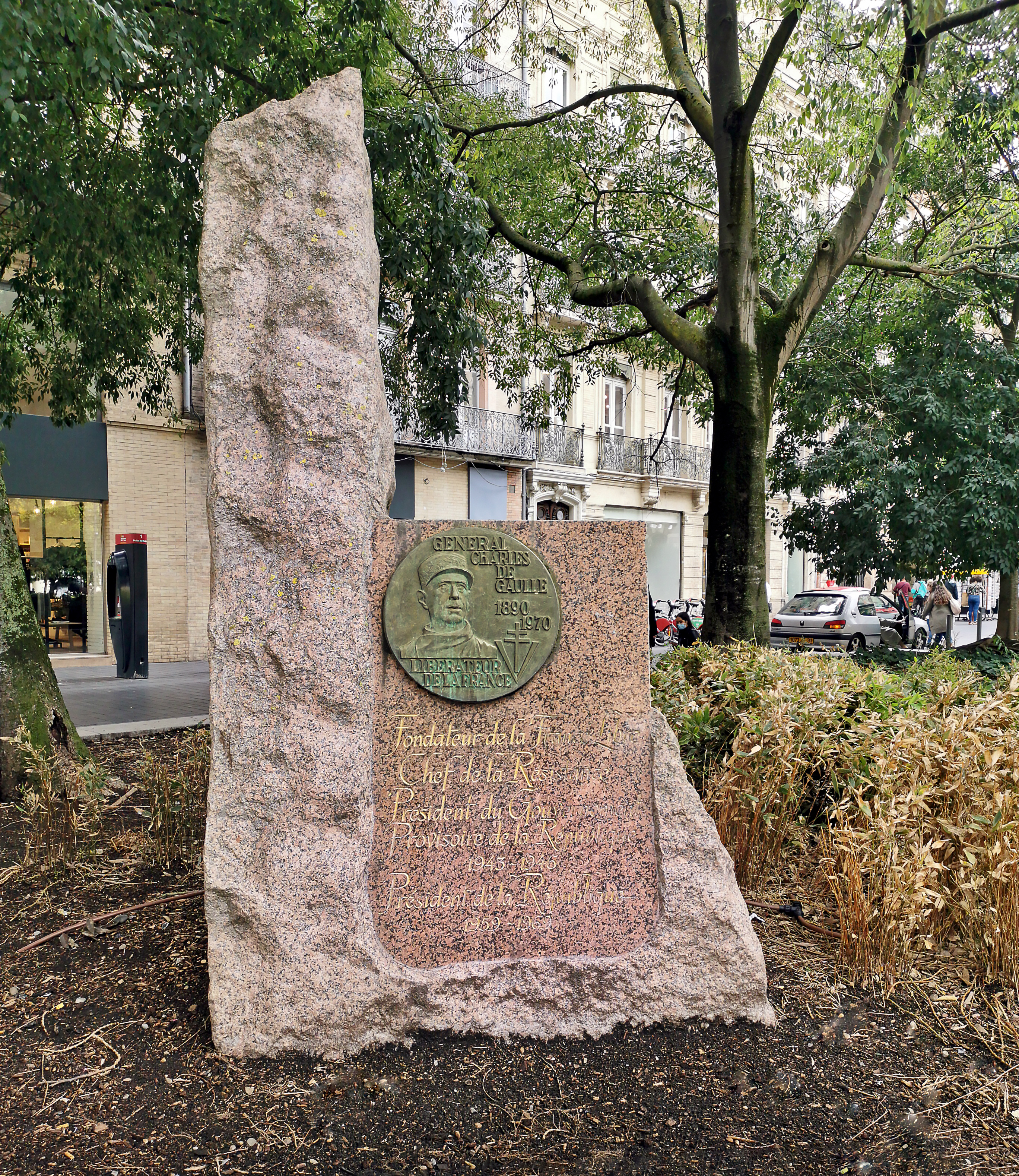
Stèle du général de Gaulle (1990).

- stèle du général de Gaulle.
La stèle est érigée en mémoire du général de Gaulle, en 1990, à l'occasion du cinquantième anniversaire de l'Appel du 18 juin. Elle est déplacée trois ans plus tard à l'angle de la rue du Poids-de-l'Huile et de la rue d'Alsace-Lorraine. La stèle en granite, est ornée d'un médaillon en bronze, gravé du buste de Charles de Gaulle et d'une croix de Lorraine, réalisé par l'entreprise Balme, à Saumur[7].

- Maternité.
Le groupe sculpté intitulé Maternité est l'œuvre du sculpteur et peintre Jean-Louis Toutain (1948-2008). Réalisée en 1992, c'est sa première œuvre monumentale. En 1995, elle est placée au cœur du square Charles-de-Gaulle, puis à proximité de la nouvelle aire de jeu à partir de 2013. Elle souffre de son utilisation par les enfants et elle a déjà été restaurée en 2002. 
La sculpture représente une mère assise qui tient les mains de son enfant, assis sur son genoux droit. L'œuvre possède une ossature en métal et une structure en résine polyester, époxyde et fibre de verre, avec un remplissage de béton[8].

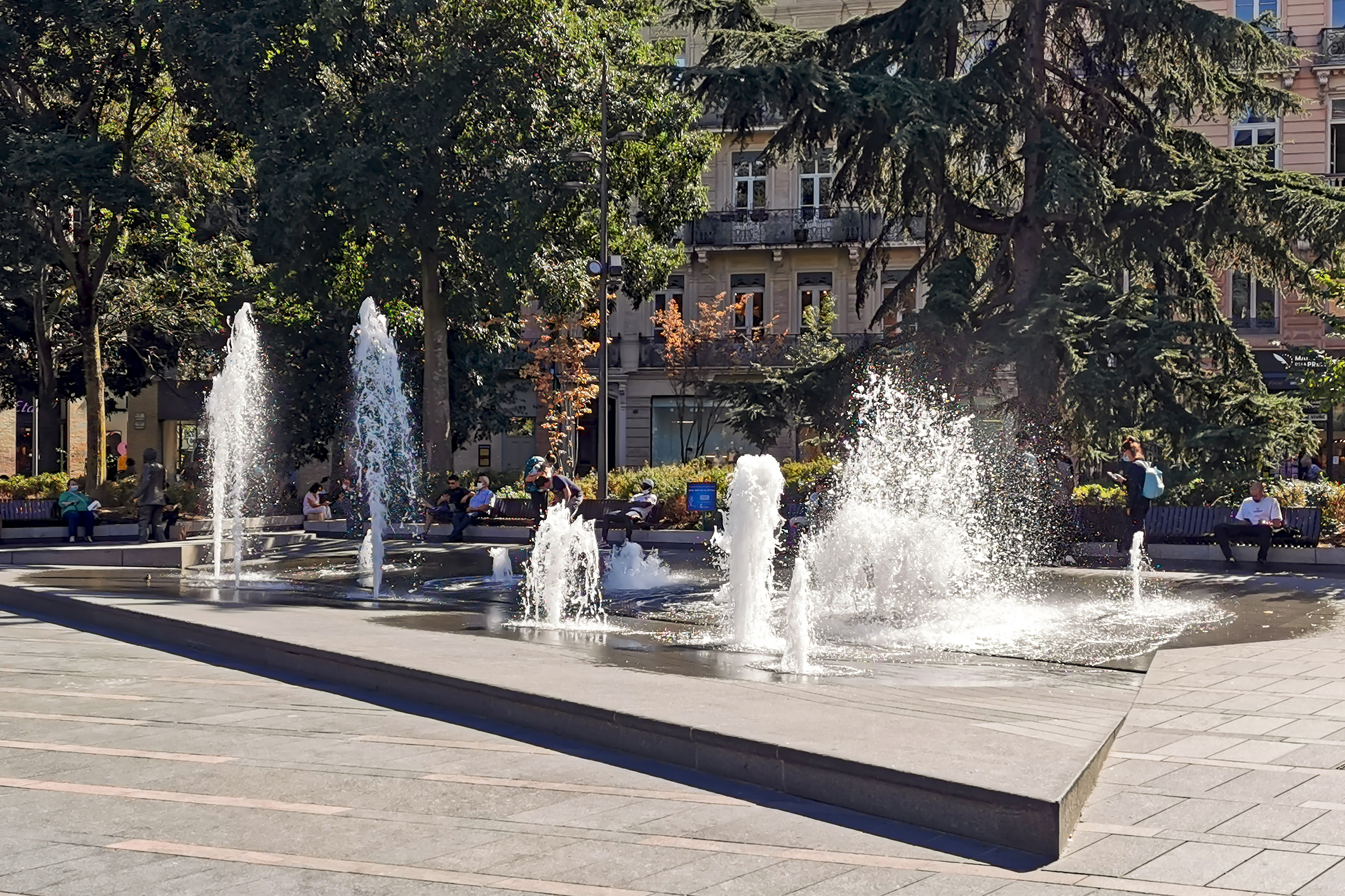
Fontaine du square Charles-de-Gaulle.

- fontaine.
La fontaine du square Charles-de-Gaulle est mise en service en mai 2013. Elle remplace un bassin à jet d'eau, qui existait depuis 1885, mais démoli lors du réaménagement du square en 2012. La fontaine actuelle est construite par l'entreprise Diluvial sur les plans de l'architecte Fortier Block. Elle est dite « sèche », car l'eau n'est pas récupérée dans un bassin, mais tombe directement au sol formé de deux plans inclinés en granit. Elle compte 14 jets d'eau dynamiques. Le sol étant glissant, elle n'est cependant plus autorisée à la baignade depuis 2015.

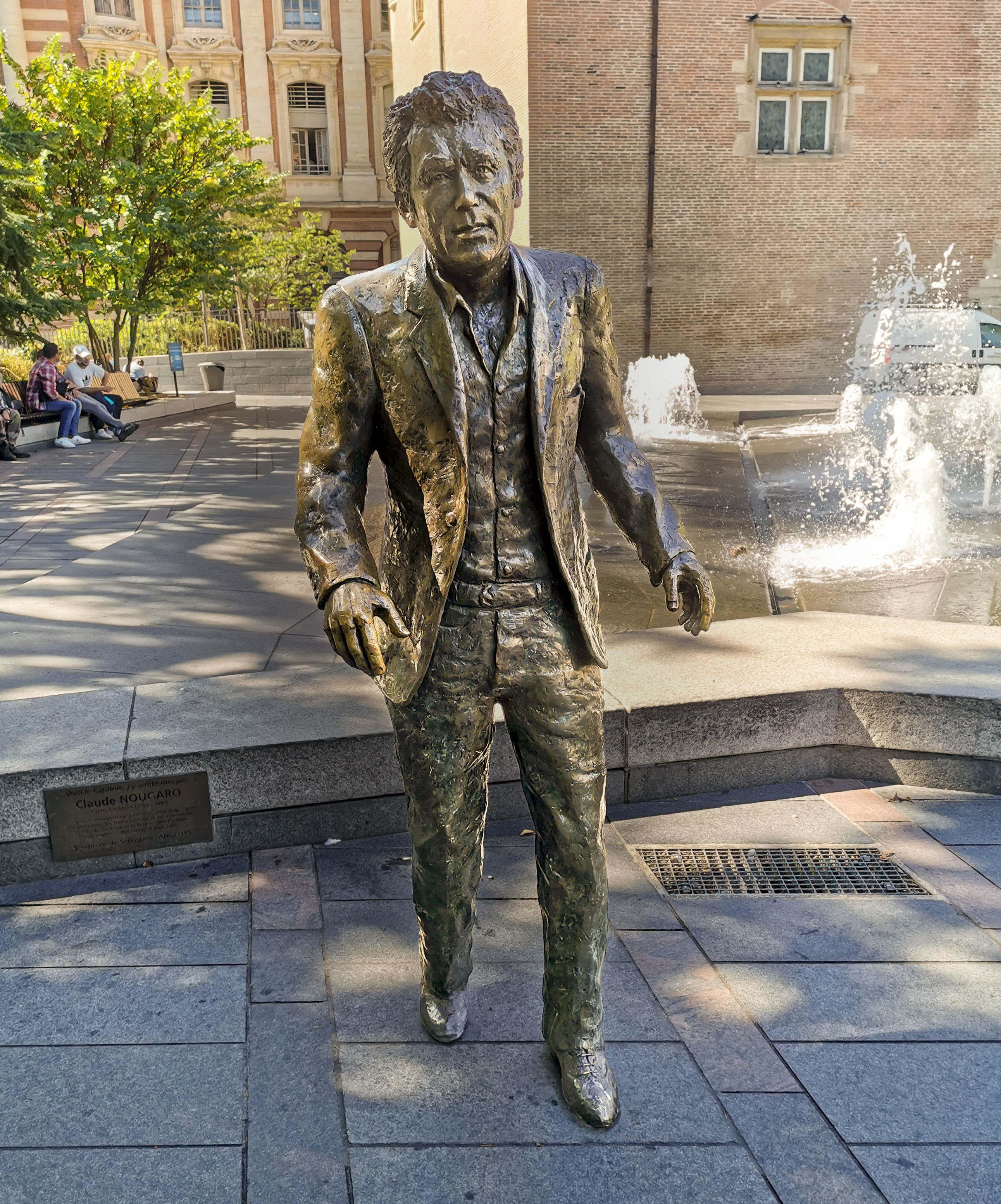
Statue de Claude Nougaro (2014, Sébastien Langloÿs).

- statue de Claude Nougaro.
La statue de Claude Nougaro, inaugurée le 9 septembre 2014, est sculptée par Sébastien Langloÿs et fondue par l'entreprise flourensoise Ilhat. Elle est financée par l'association "Claude Nougaro" qui fait largement appel des dons privés, ainsi qu'à la participation de la mairie de Toulouse et de la région Midi-Pyrénées.
Lors de l'élaboration du modèle en terre destiné à fabriquer le moule, l'artiste invite les Toulousains à participer à la sculpture de la maquette. La statue en bronze patiné représente le chanteur, âgé de 45 ans, en pied et en taille réelle, les bras ouverts. Des phrases extraites de ses chansons sont gravées sur chaque épaule et au revers du col de la veste[9].

### Jardin public
- de nombreux arbres : un cabrillet à grandes feuilles en face du donjon, deux cèdres du Liban ; un érable sycomore, des micocouliers et des sophoras.